# مورتن گامست پدرسن
مورتن گامست پدرسن (نروژی: Morten Gamst Pedersen؛ زادهٔ ۸ سپتامبر ۱۹۸۱) بازیکن فوتبال اهل نروژ است.
از باشگاه‌هایی که در آن بازی کرده‌است می‌توان به باشگاه فوتبال بلکبرن روورز، باشگاه فوتبال کاردمیر قره‌بوک‌اسپور، باشگاه فوتبال روزنبورگ اشاره کرد.